# G7級大型水雷艇
G7級大型水雷艇（ドイツ語: G7 Klasse Großes Torpedoboot）はドイツ海軍の大型水雷艇。1911型大型水雷艇の2番目の型である。

## 歴史
1911年度予算でV1級大型水雷艇と共に6隻が要求された。建造はゲルマニアヴェルフトが当たり、1911年から1912年にかけて6隻が進水した。
第一次世界大戦では6隻全てが運用されたが、1915年9月8日、V1級大型水雷艇V1との衝突によりG12が沈没した。残る5隻は1916年に、主砲を8.8cm（砲身長30口径）単装砲から砲身長45口径の8.8cm砲に更新する改装が施された。1918年5月3日にG9が触雷し沈没、終戦時には4隻が残存した。
この4隻は、ヴェルサイユ条約で駆逐艦としてドイツ海軍（Reichsmarine）での保有が許された12隻に含まれることになった。1921年から1923年にかけて改装が行われ、ボイラーを新型に更新、主砲を10.5cm（砲身長45口径）単装砲に更新、魚雷発射管を半減し、燃料搭載量を増加させた。結果、排水量は基準660t、満載775tにまで増加し、航続距離も1,800海里まで伸びたが、乗員は91人（士官4人）にまで増大した。1928年より1931年まで再度の改装が行われ、ボイラーは石油専焼缶となり、基準772t、満載884tと大型化した。ドイツ海軍では、主に練習艇として用いられた。
1936年練習艇に類別変更され、1939年4月23日に名称がG7からT107、G8からT108、G10からT110、G11からT111にそれぞれ変更された。第二次世界大戦では、1945年4月3日、T111がキールで、5月5日にT110がトラフェミュンデで空爆により撃沈された。
終戦時、T107とT108が残存しており、T108はイギリスに引き渡され、1946年解体された。T107は、ソ連へ引き渡され、水雷艇「プラジャウヒ（Поражающий、Porazhayushchi）」と改名された。1950年12月22日に、無動力練習艇「カザンカ（Казанку、Kazanka）」となった後、1957年に標的として用いられ除籍された。

## 一覧
| 名称                           | 進水           | 就役           | 最後                         |
| ------------------------------ | -------------- | -------------- | ---------------------------- |
| G7→T107→ プラジャウヒ→カザンカ | 1911年11月7日  | 1912年4月30日  | 1957年3月12日除籍            |
| G8→T108                        | 1911年12月21日 | 1912年8月6日   | 1946年解体                   |
| G9                             | 1912年1月31日  | 1912年9月25日  | 1918年5月3日触雷し沈没       |
| G10→T110                       | 1912年3月15日  | 1912年8月28日  | 1945年5月5日、空襲により沈没 |
| G11→T111                       | 1912年4月23日  | 1912年8月28日  | 1945年4月3日、空襲により沈没 |
| G12                            | 1912年7月15日  | 1912年10月17日 | 1915年9月8日、V1と衝突し沈没 |

## 注
1. ↑  Conway's All The World's Fighting Shipsでは名称変更が1937年とされている[1][3]。